# Verwaltungsgemeinschaft Gramme-Vippach
La Verwaltungsgemeinschaft Gramme-Vippach è una comunità amministrativa del Land tedesco della Turingia, che raggruppa 12 comuni.

## Storia
La comunità venne fondata il 31 dicembre 2019 dalla fusione delle precedenti comunità An der Marke e Gramme-Aue.

## Suddivisione
Appartengono alla comunità i seguenti comuni:
- Alperstedt (746)
- Eckstedt (589)
- Großmölsen (220)
- Großrudestedt (1 833)
- Kleinmölsen (303)
- Markvippach (548)
- Nöda (809)
- Ollendorf (405)
- Schloßvippach (1 361)
- Sprötau (786)
- Udestedt (784)
- Vogelsberg (699)

La sede della comunità è posta a Schloßvippach.
(Tra parentesi i dati della popolazione al 31 dicembre 2021)